# Jean Baudlot

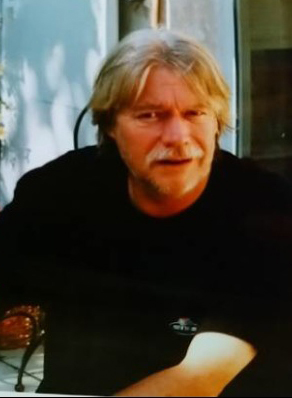
Jean Baudlot

Jean André Baudlot, alias Laurent Vaguener (né le 16 février 1947 et mort le 24 mars 2021,), est un auteur-compositeur-interprète français.

## Biographie

### Les années 1970
Dans les années 1970, Jean Baudlot composa pour des artistes comme Richard Clayderman, Nicolas de Angelis (en), Michèle Torr et Joe Dassin.
Il a également représenté Monaco au Concours Eurovision de la chanson, sous le pseudonyme de Laurent Vaguener en 1979.
Dans ses premières années, il compose pour différents labels comme Polydor, AZ, Discodis et Delphine Records. Il a travaillé avec Michèle Torr sur J'aime et avec Joe Dassin sur À toi.

### Les années 1980
Il continue à travailler pour Delphine Records, notamment des compositions pour Richard Clayderman et Nicolas de Angelis. Pour la deuxième et dernière fois, il sort un single sous son pseudonyme Laurent Vaguener en 1984. En 1988, Delphine Records a créé une société de développement de jeux vidéo nommé Delphine Software pour lequel il compose de nombreuses musiques sur Amiga et Atari ST. Son travail a obtenu la plupart du temps des commentaires favorables dans les magazine de jeux vidéo.

### Les années 1990
En 1995, Jean Baudlot créé sa propre compagnie de production, L'Ours-son Production, qui est spécialisée dans la publicité et la production de jingles pour la télévision et la radio.

### Les années 2000
Tout en travaillant pour son entreprise, il produit la musique pour des documentaires (principalement français).

## Musiques de jeux vidéo
- Bad Dudes (1988 - Imagine Software)
- Operation Wolf (1988 - Ocean Software) avec Patrick Sigwalt
- Beach Volley (1989 - Ocean Software)
- Castle Warrior (1989 - Delphine Software)
- Les Voyageurs du temps : La Menace (1989 - Delphine Software)
- Bio Challenge (1989 - Delphine Software)
- Secret Défense : Opération Stealth (1990 - Delphine Software)
- Ivanhoe (1990 - Ocean Software) avec Pierre-Eric Loriaux
- Croisière pour un cadavre (1991 - Delphine Software)
- Snow Bros.: Nick and Tom (1991 - Ocean Software) Inédit
- Flashback (1992 - Delphine Software)
- GT Racing 97 (1997 - Blue Sphere Games) avec Cyril Trevoan et Orou Mama

## Musiques de documentaires télévisés
- Ils ont filmé la guerre en couleur (2000) avec Chris Elliott
- Ils ont filmé la guerre en couleur - La Libération (2003)
- Ils ont filmé la guerre en couleur - L’enfer du Pacifique (2005)
- Le mystère Malraux (2007)
- Hillary and Bill (2008)